# The History of England
L'Histoire de l'Angleterre
Pour l’article homonyme, voir Histoire de l'Angleterre.

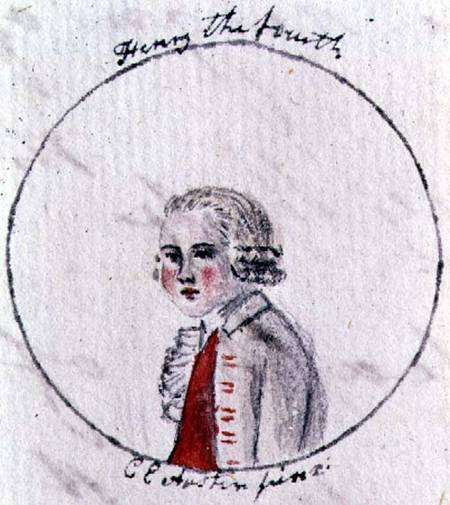
Portrait de Henri IV d'Angleterre. Écrit du propre aveu de Jane Austen par « un Historien partial, plein de préjugés et ignorant », L'Histoire de l'Angleterre fut illustrée par Cassandra Austen, la sœur de Jane (1790 environ).

L'Histoire de l'Angleterre (The History of England) est une œuvre de 1791 de Jane Austen, écrite alors que l'auteur avait 15 ans. C'est une parodie qui se moque des livres d'histoire alors couramment utilisés dans les salles de classe, tels que L'Histoire de l'Angleterre depuis les premiers âges jusqu'à la mort de Georges II, d'Oliver Goldsmith, écrite en 1771.

## Contexte
Dans cette œuvre de jeunesse, Jane Austen parodie le style des livres d'histoire portant sur les rois d'Angleterre, tout en se moquant des prétentions des historiens à l'objectivité. 
Son Histoire de l'Angleterre utilise comme sources des ouvrages de fiction, tels que les pièces de William Shakespeare et de Richard Sheridan, un roman de Charlotte Turner Smith ainsi que les opinions de la famille et des amis de Jane Austen. 
Dans cette petite parodie, Jane Austen déclare à la fois avoir l'âme tory et avoir un faible pour les catholiques. Selon Alistair M. Duckworth, ce double préjugé lui vient de sa mère, Cassandra Austen, née Leigh : en effet, Les Leigh d'Adlestrop étaient connus pour leurs sympathies tory et jacobites ; à Stoneley, les Leigh avaient mis leur demeure à la disposition de Charles Ier, après qu'il se vit refuser l'entrée de Coventry, et un siècle plus tard, la famille était toujours aussi disposée à aider Bonnie Prince Charlie, le prétendant désireux de restaurer les Stuart sur le trône d'Angleterre. Ces souvenirs maternels lui font ainsi préférer la catholique Mary Stuart à Élisabeth Ire.
En même temps qu'il présente les rois et reines d'Angleterre avec fort peu d'informations factuelles — mais de nombreux avis sur les personnages et leurs comportements, présentés de façon comiquement exagérée — l'ouvrage inclut des éléments tels que des charades et des jeux de mots sur les noms.

## Présentation
L'Histoire d'Angleterre est illustrée de portraits peints à l'aquarelle par la sœur aînée de Jane Austen, Cassandra, à qui l'œuvre est dédiée.  
La première page de L'Histoire de l'Angleterre annonce ce qui suit : 
| The History of England from the reign of Henry the 4th to the death of Charles the 1st By a partial, prejudiced, & ignorant Historian To Miss Austen, eldest daughter of the Revd. George Austen, this work is inscribed with all due respect by The Author N.B.: There will be very few Dates in this History. | L'Histoire de l'Angleterre du règne de Henri le Quatrième jusqu'à la mort de Charles Premier Par un Historien partial, empli de préjugés, et ignorant À Miss Austen, fille aînée du Révérend George Austen, cette œuvre est dédiée avec tout le respect qui lui est dû par L'Auteur. N.B. : Il y aura très peu de Dates dans cette Histoire. |

## Quelques faits historiques analysés par Jane Austen
L'Histoire de l'Angleterre de Jane Austen projette un éclairage inhabituel sur certains points de l'histoire de son pays :
Henri IV« Henry le Quatrième se hissa sur le trône d'Angleterre à sa grande satisfaction en l'an 1399, après être parvenu à persuader son cousin et prédécesseur Richard le Second de le lui abandonner, et de se retirer pour le reste de sa Vie au château de Pomfret, où il se trouva qu'il fut assassiné. » 
(Henry the 4th ascended the throne of England much to his own satisfaction in the year 1399, after having prevailed on his cousin & predecessor Richard the 2nd, to resign it to him, & to retire for the rest of his Life to Pomfret Castle, where he happened to be murdered.) ;
Henri V« Durant son règne, Lord Cobham fut brûlé vif, mais je ne me rappelle plus pourquoi. » 
(During his reign, Lord Cobham was burnt alive, but I forget what for.) ;

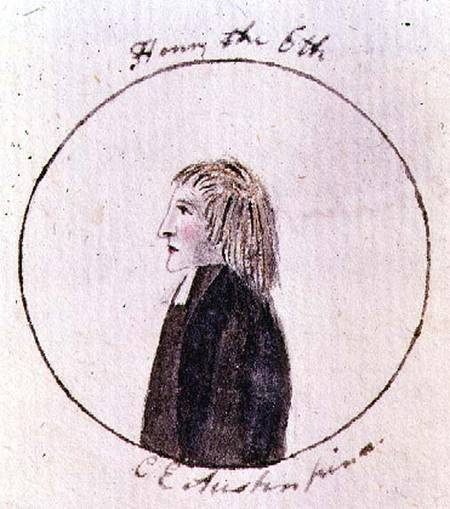
Henri VI, vu par Cassandra Austen

Henri VI et Jeanne d'Arc« C'est pendant ce règne que Jeanne d'Arc vécut et sema une telle PAGAILLE parmi les Anglais. Ils n'auraient pas dû la brûler — mais ils l'ont fait quand même. » 
(It was in this reign that Joan of Arc lived and made such a ROW among the English. They should not have burnt her—but they did.) ;
Henri VII« Sa Majesté mourut et sur le trône lui succéda son fils Henri, dont le seul mérite était de ne pas être tout à fait aussi mauvais que sa fille Elizabeth. » 
(His Majesty died & was succeeded by his son Henry whose only merit was his not being quite so bad as his daughter Elizabeth.) ;

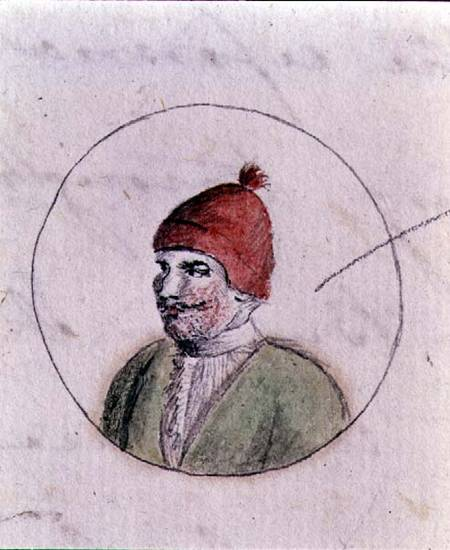
Henri VIII

Henri VIII et Anne Boleyn« Ce serait faire affront à mes Lecteurs que de supposer qu'ils ne sont pas tout aussi familiers des détails du règne de ce roi que je le suis moi-même. » 
(It would be an affront to my Readers were I to suppose that they were not as well acquainted with the particulars of this King's reign as I am myself.) ; 
« Ce n'est cependant que Justice, et c'est mon Devoir de déclarer que cette aimable Femme (« Anna Bullen ») était entièrement innocente des Crimes dont elle était accusée, ce dont sa Beauté, son Élégance et son Allure sémillante étaient des preuves suffisantes. » 

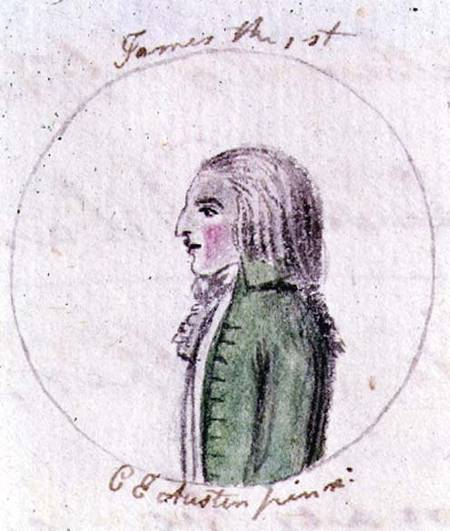
Jacques Ier

(It is however but Justice, and my Duty to declare that this amiable Woman was entirely innocent of the Crimes with which she was accused, and of which her Beauty, her Elegance, and her Sprightliness were sufficient proofs.) ;
Jacques I« Comme je fais moi-même montre de partialité en faveur de la religion catholique, c'est avec un regret infini que je suis contrainte de blâmer la Conduite d'un quelconque de ses Membres :  cependant, la Vérité étant je pense bien excusable chez un Historien, je suis dans l'obligation de dire que durant ce règne les Catholiques d'Angleterre ne se sont pas comportés à l'égard des Protestants comme des Gentlemen. »  
(As I am myself partial to the roman catholic religion, it is with infinite regret that I am obliged to blame the Behaviour of any Member of it: yet Truth being I think very excusable in an Historian, I am necessitated to say that in this reign the roman Catholics of England did not behave like Gentlemen to the protestants.).